# Яковенко, Валентин Иванович
Валентин Иванович Яковенко (30 июля 1859, с. Шишаки, Полтавская губерния — 07 марта 1915, Санкт-Петербург) — русский чиновник, публицист, литератор, земской статистик, переводчик и издатель.
Опубликовал 7 книг биографий великих философов и писателей в биографической серии известного издателя и мецената Ф. Павленкова «Жизнь замечательных людей» и был его душеприказчиком. Впервые, вместе с Петром Кончаловским, перевёл на русский язык и издал «Путешествия Гулливера». Сочувствовал левым социалистам-революционерам. Вместе с женой, Клавдией Андреевной Мурашкинцевой (1860—1922), переводчицей с итальянского, французского, немецкого и английского, занимался подпольными переводами работ К. Маркса и Фр. Энгельса.

## Происхождение и семья
Отец — Иван Иванович Яковенко (30.07.1817-29.08.1875), майор, брал участие в обороне Севастополя во время Крымской войны в составе Полтавского козацкого полка. Герой Севастопольской кампании. Был ранен. За проявленный героизм был возведен Екатериной II в дворянское достоинство с правом кровного наследования. Мать — Авдотья Ивановна Втулова. Брат известного психиатра Владимира Яковенко.
Сын от брака с Клавдией Андреевной Мурашкинцевой — философ Яковенко Борис Валентинович (1884—1949). От второго брака с Гарфилд Александрой Аароновной (1867—1942) — дочь Валентина Валентиновна Яковенко (1903—1942), репрессирована сталинским режимом, погибла вскоре после освобождения из лагерей; сын Александр Валентинович Яковенко(1906—1980), медик, прошёл Вторую мировую войну с 21.06.1941 по 09.05.1945, майор медицины в Центральном, позже в Первом Белорусском фронте в штабе генерала Рокоссовского, участвовал в эвакуации раненых при защите Сталинграда, прошёл весь путь с фронтом до Берлина. Награждён множественными боевыми наградами, в том числе: орденом Отечественной войны первой и второй степени, двумя орденами Красной Звёзды. Войну окончил в Берлине. Впоследствии работал главным санитарным врачом Кировоградской области.

## Биография
Валентин Яковенко родился в 1859 г. в Полтавской губернии в селе Шишаки. Дворянин Полтавской губернии, сын майора, потомственного козака Миргородского полка, воинского начальника, мелкого помещика Полтавской губернии, героя Крымской войны (оборона Севастополя) и инвалида войны, Яковенко Ивана Ивановича (30.07.1817-29.08.1875). Мать — Авдотья Ивановна Втулова. Окончил Бельскую гимназию Седлецкой губернии. Учился в Московском техническом училище; уволен за невзнос платы, затем, в Медико-хирургической академии в Петербурге. Увлёкся народовольческими радикальными идеями и принимал активное участие в студенческих волнениях и в столичных антимонархических демонстрациях. Из за многократных ссылок не окончил ни одно из этих учебных заведений. В ссылках и под надзором полиции самостоятельно изучал статистику и иностранные языки, писал статьи для журналов. Ещё при первом обыске и аресте у 22-летнего студента Валентина Яковенко полиция обнаружила рукописный перевод произведения Ф.Энгельса «Переворот в науке, сделанный господином Дюрингом», так поначалу назывался «Анти-Дюринг», книга, ставшая, по выражению цензуры, «катехизисом социализма». С неё Яковенко начал собственное издательство и социалистической идее остался верен всю свою жизнь.
Содержался под стражей с 25 февраля по май 1879 года. За участие в студенческой сходке и за хранение противоправительственных изданий, выслан под гласный надзор полиции в Архангельскую губернию. В октябре 1879 года вступил в брак с Клавдией Андреевной Мурашкинцевой, высланной по тому же делу в Вятскую губернию, сразу же был освобождён от гласного надзора и вместе с женой поселился в Москве. Проживая в Москве, вошёл в московский коллектив «чернопередельцев»- организации, проповедующей бесплатный раздел земли крестьянам, который был организованный Г. Преображенским, играл крупную роль в московских революционных организациях и вошёл в Краснокрестную организацию партии «Народная воля» Ю. Богдановича.
Обыскан в Москве 18 декабря, арестован и заключён под стражу. При обыске у него был найден номер рабочего листка «Зерно» и шифровальные записки, заключающие адреса лиц, проживавших в городах по пути из Восточной Сибири в Европейскую часть России. Дознанием установлено, что адреса эти были собраны бежавшим из Сибири Вл. Дебагорием-Мокриевичем и относились к лицам, у которых бежавшие из Сибири могли найти себе пристанище; часть записок, по данным дознания, была написана рукой Валентина Яковенко. Нахождение этих записей послужило причиной многих арестов. С 10 ноября 1882 года содержался в Трубецком бастионе Петропавловской крепости, 12 января 1883 года был «сдан» из крепости для доставления в департамент полиции, подчинён гласному надзору и ему было запрещено на 4 года проживать в местностях, находящихся под усиленной охраной. И далее всю свою жизнь Валентин Яковенко был периодически под гласным и негласным надзором полиции.
Статистикой начал заниматься в 1880 г. в московском земстве под руководством профессора Ф. Ф. Эрисмана, при исследовании фабрик и заводов; затем работал в Твери, где составил IV том «Сборник материалов для истории тверского земства» (Тверь, 1884). Сотрудничал в «Русских Ведомостях» и «Отечественных Записках», а по прекращении последних — в «Северном Вестнике». Поселившись в Петербурге в 1888 г., Яковенко принимал более близкое участие в журнале «Северный Вестник» и в течение полутора лет вел в нём хронику провинциальной жизни. В 1893 г. был приглашен заведовать статистическими работами смоленского губернского земства, но составленная им программа аналитического исследования не была утверждена центральным статистическим комитетом. С 1894 по 1901 гг. заведовал статистико-экономическим отделением Петербургской губернской земской управы. За это время под его руководством вышел «Сборник материалов по начальному народному образованию», в котором разработаны основания для введения в губернии всеобщего обучения, «Нищие Санкт-Петербургской губернии» и др. Был членом союза взаимопомощи русских писателей и кассы взаимопомощи при Обществе для пособия нуждающимся литераторам и учёным.
После демонстрации 4 марта 1901 года у Казанского Собора в Петербурге составил сочувственный адрес Н. Ф. Анненскому, пострадавшему на демонстрации, и 6 марта предложил его к подписи прочим служащим в статистическом бюро Петербургского земства. Кроме того, активно распространял среди провинциальных статистиков циркулярное письмо, в котором, «изложив в извращенном виде события у Казанского Собора 4 марта», предлагал «всем статистикам выразить своё сочувствие Н. Ф. Анненскому». Арестован 15 марта и отправлен на полуторагодичное пребывание под надзором в село Шишаки, Полтавской губернии, где на то время проживала его семья. Позже ему разрешено поселиться в Москве.
В конце 80-х годов Яковенко знакомится с московским издателем Флорентием Федоровичем Павленковым и с этого времени его жизнь тесно переплелась с его сотрудниками. Он сотрудничает как автор, переводчик, редактор.
Валентин Яковенко, как один из душеприказчиков Ф. Ф. Павленкова, занимается меценатством — на завещанный им миллион царских рублей — продолжением издательской деятельности и устройством, согласно завещанию Павленкова, бесплатных народных библиотек по территории России и Украины. Написал ряд биографий в издательстве Павленкова «Жизнь замечательных людей»:
- «Тарас Шевченко. Его жизнь и литературная деятельность»;
- «Богдан Хмельницкий. Его жизнь и общественная деятельность»;
- «Томас Мор. Его жизнь и общественная деятельность»;
- «Томас Карлейль. Его жизнь и литературная деятельность»;
- «Огюст Конт. Его жизнь и философская деятельность»;
- «Адам Смит. Его жизнь и научная деятельность»;
- «Джонатан Свифт. Его жизнь и литературная деятельность»,
- а также биографию Гоголя в изданном Павленковым сборнике сочинений этого писателя.

Яковенко впервые в 1910 году выпустил тремя изданиями «Кобзарь» Тараса Шевченко. А в 1911 году-наиболее полное до революции двухтомное собрание сочинений Тараса Шевченко. В 1914 году 16 января, в газете «День» он опубликовал статью «Савл, Савл, что ты гонишь меня!», в которой протестовал против запрещения Шевченковского юбилея и преследования цензурой его стихов.
Верность социалистическим идеям нашла отражение в очерках, написанных Яковенко для биографической библиотеки. Почти все объекты его внимания имеют отношение к социалистическим утопиям, экономическим системам и философским теориям. Биография шотландского мыслителя и писателя Томаса Карлейля не случайно оказалась в павленковской библиотеке. И Павленков, и Яковенко, разделяли взгляд Карлейля и французского социолога Г. Тарда на преимущественную роль личности в истории. Тремя изданиями был выпущен главный труд Томаса Карлейля «Герои, почитание героев и героическое в истории» в переводе Яковенко. Валентин Яковенко перевёл и издал труд философа и психолога Джеймса Селли «Пессимизм: История и критика». Также Яковенко впервые перевёл на русский язык и издал Энциклопедию Гюстав Эрве «История Франции и Европы. Первоначальный курс истории в свете принципов мира и справедливости» (Gustave Hervé.Histoire de la France et de l’Europe).
В Словаре Брокгауза и Ефрона Яковенко сотрудничал по отделу русской географии (Санкт-Петербургская губерния).
Много раз Яковенко вынужден был защищать в судах от царской цензуры свои издания. Это отнимало у него здоровье и огромные финансовые средства. До последних дней он судился за издание переведённого им романа Анатоля Франса «На белом камне», (Anatole France " Sur la Pierre Blanche " .
Умер Валентин Яковенко 7 марта 1915 года от крупозного воспаления легких.
Похоронен Валентин Яковенко в Санкт-Петербурге на Волковом Кладбище, на аллее литераторов, рядом с могилой Флорентия Павленкова.

## Аресты

### 1878—1885
В 1878 г. при обыске в квартире дворянки Бакановой в Петербурге, где проживали В. И. Яковенко и К. А. Мурашкинцева, были найдены разные запрещенные издания и рукописи. В 1879 г. входил в петербургский кружок «молодых землевольцев» (А. А. Бонч-Осмоловский, К. Загорский, Решко, А. Буланов и др.), примкнувший впоследствии к чернопередельцам. Ввиду близких отношений к Н. А. Зиновьеву, который определил его рабочим на Василеостровский патронный завод, привлечен к дознанию, возникшему в феврале 1879 г. при СпбЖУ по делу о тайной типографии на Гутуевском острове (дело Б.Ненсберга, Н.Зиновьева и др.). Вследствие необнаружения уличающих его данных дело о нём по соглашению министров в. д. и юстиции (до 9 июля 1881 г.) прекращено. Арестован 25 февраля 1879 в Петербурге вместе с К. А. Мурашкинцевой и др. на студенческой сходке, происходившей на квартире студентов С. Иванова и Прядильщикова, причем при обыске у них был найден № газеты «Земля и воля». Содержался под стражей с 25 февраля по май 1879 г. За участие в сходке, собравшейся с преступными целями, и за хранение противоправительственных изданий выслан под гласный надзор полиции в Архангельскую губ. С 16 мая 1879 г. водворен в Холмогорах. В октябре 1879 г. вступил в брак с Мурашкинцевой, высланной по тому же делу в Вятскую губ. В октябре 1880 г. освобожден от гласного надзора и поселился вместе с женою в Москве. Проживая в Москве, вошел в московский коллектив чернопередельцев, организованный Г. Преображенским; играл крупную роль в московских революционных организациях и вошел в Краснокрестную организацию партии «Народная воля» Ю. Богдановича. Обыскан в Москве 18 декабря, арестован и заключен под стражу. При обыске у него был найден № рабочего листка «Зерно» и шифрованные записки, заключающие адреса лиц, проживавших в городах по пути из Восточной Сибири в Европейскую Россию; дознанием установлено, что адреса эти были собраны бежавшим из Сибири Вл. Дебагорием-Мокриевичем и относились к лицам, у которых бежавшие из Сибири могли найти себе пристанище; часть записок, по данным дознания, была писана рукою В.Яковенко. Нахождение этих записей у Яковенко послужило причиной многих арестов. Привлечен к дознанию […] по делу общества Красного Креста партии «Народная воля» по обвинению в знании о существовании общества и укрывательстве его. По 1 ноября 1882 г. содержался под стражею в Москве; 1 ноября выпущен под залог в 5000 руб., а с 6 ноября снова заключен под стражу ввиду заключения экспертов, что часть шифрованных адресов была писана его рукою. С 10 ноября 1882 г. содержался в Трубецком бастионе Петропавловской крепости; 12 января 1883 г. «сдан» из крепости для доставления в департамент полиции. По выс. повелению от 23 февраля 1883 г. подчинен гласному надзору полиции на 4 г. с воспрещением проживания в местностях, находящихся на положении усиленной охраны. С апреля 1883 г. по апрель 1887 г. отбывал гласный надзор сначала в Саратове, а затем в Твери. За окончанием срока освобожден от гласного надзора с подчинением негласному.

### 1885—1891
Обыскан 4 июня (июля?) 1885 г. в Твери по требованию МоскЖУ и привлечен к дознанию ввиду нахождения у него запрещенного издания («Полярная звезда»). По соглашению министров в. д. и юст. (до 17 октября 1885 г.) дело о нём прекращено. Проживая в Твери, занимался частной перепиской в Тверской губ. земской управе. В марте 1888 г. ему было разрешено временное пребывание в Петербурге. В том же гоу его кандидатура на должность в Тверскую губ. земскую управу была отклонена тверским губернатором. Арестован в Петербурге и содержался под стражею в ДПЗ с 18 по 31 октября 1888 г. ввиду того, что на его квартире проживал бежавший из Сибири Александр Лебедев, причем Яковенко знал о его нелегальном положении. Привлечен к дознанию при СпбЖУ вместе с А. Лебедевым и В. Вознесенским по делу об укрывательстве А. Лебедева. По в. п. от 25 октября 1889 г. подчинен гласному надзору на 3 г., по месту жительства в Петербурге. В апреле 1891 г. за участие в демонстрации на похоронах Н. В. Шелгунова, по распоряжению петербургского градоначальника, выслан из пределов Петербурга в Петербургскую губернию; независимо от этого, в мае т.г. по распоряжению м.в. д. воспрещено жительство в течение 3-х лет в столицах, в университетских городах, в Нижнем Новгороде и в губерниях столичных, Тверской и Нижегородской. Проживал в мест. Шишаки.

### 1892—1895
В июле 1892 г. по его ходатайству ему снова разрешено жительство в Петербурге. По окончании срока гласного надзора освобожден от него и по распоряжению д. п. от 28 октября 1892 г. подчинен негласному надзору. В 1893 г. работал по статистике в Смоленской губ. С 1894 г. состоял зав. статистико-экономическим отделением Петербургской губ. зем. управы. Был членом союза взаимопомощи русских писателей и кассы взаимопомощи при Обществе для пособия нуждающимся литераторам и ученым. По распоряжению д. п. от 25 октября 1895 г. негласный надзор прекращен.

### 1901—1907
После демонстрации 4 марта 1901 г. у Казанского собора в Петербурге составил сочувственный адрес Н. Ф. Анненскому, пострадавшему на демонстрации, и 6 марта предложил его к подписи прочим служащим в статистическом бюро Петербургского земства. Кроме того, активно распространял среди провинциальных статистиков циркулярное письмо, в котором, «изложив в извращенном виде события у Казанского собора 4 марта», предлагал «всем статистикам выразить свое сочувствие Н. Ф. Анненскому». Арестован 15 марта 1901 г. и содержался под стражею по 26 апреля т.г. Привл. к дозн. по этому делу при СпбЖУ. По постановлению Особого совещания, утвержденному министром в. д. 17 апреля 1901 г., подчинен гласному надзору полиции на 3 г. в избранном месте жительства вне столиц, университетских городов, Риги и Ярославля. Вследствие ходатайства Яковенко об облегчении его участи Особое совещание, приняв во внимание, что полуторагодичное пребывание под гласным надзором в мест. Шишаки является достаточным взысканием за проступок, постановило 13 сентября 1902 г. освободить его от надзора полиции. Писатель, издатель, редактор собрания сочинений Шевченко, редактор энциклопедического словаря Ф. Павленкова; душеприказчик Павленкова и руководитель его издательства после смерти последнего; редактировал первое «Собрание сочинений» А. И. Герцена, выпущенное в России (1905). Автор ряда биографий в «Биографической библиотеке» Павленкова.

## Последние годы и смерть
Сотрудничал в «Русских Ведомостях», «Северном Вестнике» и др. Переводчик мн. произведений. Арестован в 1907 г. за издание в «Социалистической библиотеке» сочинения П. Кропоткина «Завоевание хлеба» и К. Циллиакуса «Революционная Россия». Приговором Особого присутствия Спб судебной палаты от 24 мая 1907 г. признан виновным в преступлении, предусмотренном 132 ст. Почти каждая книга давалась издателю ценой судебного преследования и финансовых убытков: цензурные мытарства сопровождали всю его издательскую деятельность. Много помогал активным революционным деятелям. В последние годы был членом Совета Дома писателей в Петербурге. Умер 7 марта 1915 г. в Петербурге от крупозного воспаления легких.